# Tú alfagra land mítt

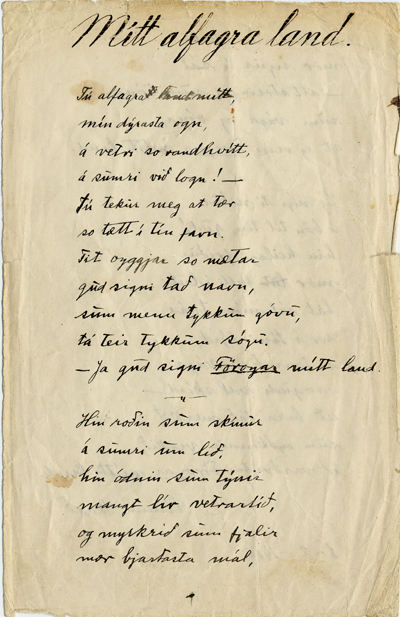
1re page du manuscrit original, écrit par Símun av Skarði en 1906.

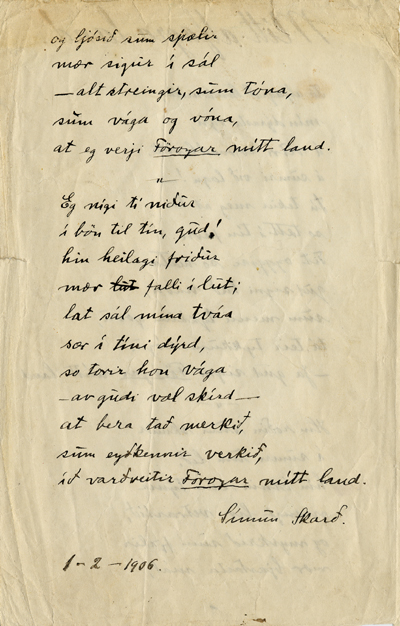
2e page du manuscrit original, écrit par Símun av Skarði en 1906.

Tú alfagra land mítt est l'hymne national des îles Féroé. Il a été écrit par Símun av Skarði (1872-1942) sur une musique de Petur Alberg (1823-1892).

## Paroles
En féroïen

Tú alfagra land mítt,

mín dýrasta ogn! 

á vetri so randhvítt,
 
á sumri við logn, 

tú tekur meg at tær 

so tætt í tín favn. 

Tit oyggjar so mætar, 

Gud signi tað navn, 

sum menn tykkum góvu, 

tá teir tykkum sóu. 

Ja, Gud signi Føroyar, mítt land! 
 

Hin roðin, sum skínur 

á sumri í líð, 

hin ódnin, sum týnir 

mangt lív vetrartíð, 

og myrkrið, sum fjalir 

mær bjartasta mál, 

og ljósið, sum spælir 

mær sigur í sál: 

alt streingir, ið tóna, 

sum vága og vóna, 

at eg verji Føroyar, mítt land. 
 

Eg nígi tí niður 
 
í bøn til tín, Gud: 

Hin heilagi friður 

mær falli í lut! 

Lat sál mína tváa 

sær í tíni dýrd! 

So torir hon vága 

- av Gudi væl skírd - 

at bera tað merkið, 

sum eyðkennir verkið, 

ið varðveitir Føroyar, mítt land! 

### Traduction en Français
Ma terre, Ô, la plus belle,

bien le plus cher,

Tu m'attires à toi,

m'embrassant près;

encalminé en été,

en hiver couvert de neige,

îles magnifiques,

par Dieu nommé bien-aimé.

Le nom que les hommes t'ont donné

quand ils t'ont découvert,

Ô, que Dieu te bénisse, Féroé, ma terre.
 

Lueur brillante, qui en été

rend les sommets des collines si beaux;

le vent violent qui, en hiver, pousse les hommes au désespoir;

oh la vie prend la tempête,

Ô, conquête de l'âme,

tout le monde fait de la douce musique

unissant le tout.

Chacun espérant et confiant,

nous inspirant tous,

Pour te garder, Ô, Féroé, ma terre.
 

Et donc, je m'agenouille,

à Toi Dieu, dans la prière,

que mon sort soit paisible et épargne-moi,

mon âme s'est purifiée; dans la gloire;

Je te demande de bénir,

quand je lève ma bannière

et risquez le stress.

Le signe de ma tâche, sois

il s'est élevé en haut,

Pour garder le, Ô, Féroé, ma terre.